# Medina de Tetuán
La Medina de Tetuán es la antigua ciudad islámica de Tetuán, en Marruecos. Es muy característica y tradicional. Las casas de la medina son casi todas blancas y bajas. A lo largo de la medina hay artesanos como tejedores, joyeros, peleteros, etc. También pueden encontrarse muchos vendedores ambulantes que venden alfombras a los turistas.

## Historia
Tetuán fue de gran importancia en la época islámica, puesto que sirvió de punto de contacto principal entre Marruecos y Andalucía. Después de la Reconquista, la ciudad fue reconstruida por los refugiados musulmanes andalusíes que habían sido expulsados por el decreto de Felipe III de España. Esto se puede apreciar bien por su arquitectura, que revela la influencia andaluza. Aunque es una de las más pequeñas de las medinas de Marruecos, Tetuán es la más completa, y está prácticamente intacta de influencias exteriores. 
En los comienzos de la guerra civil española se vio afectada por el conflicto. El 18 de julio, ante el cariz que iban tomando los acontecimientos, el presidente Casares Quiroga dio órdenes de bombardear Ceuta y Tetuán. Al atardecer de aquel mismo día, la aviación gubernamental bombardeó Tetuán. El barrio musulmán se vio rápidamente afectado por las bombas, y entre los escombros de las casas y las mezquitas se extrajeron 15 muertos y más de 40 heridos.

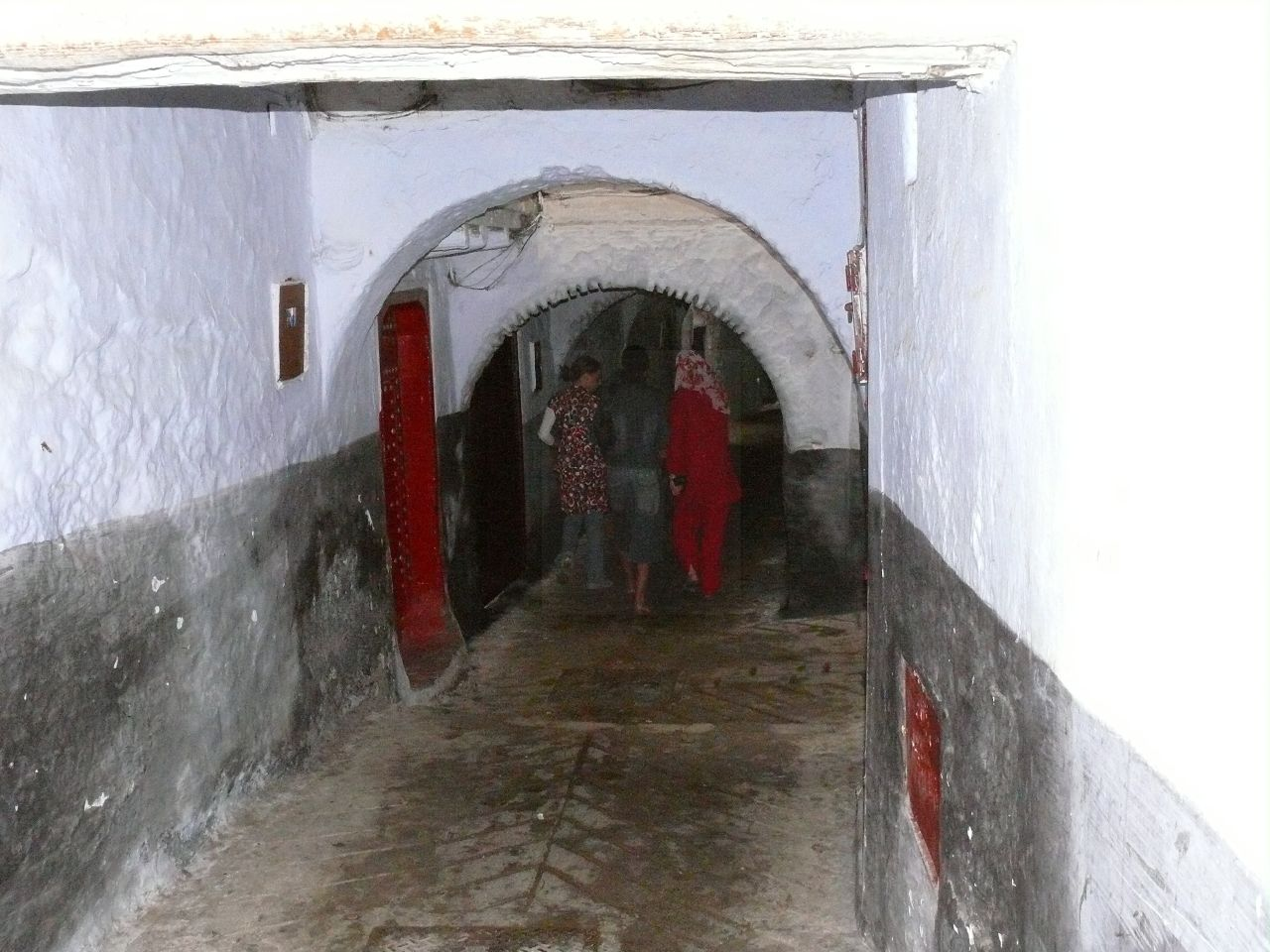
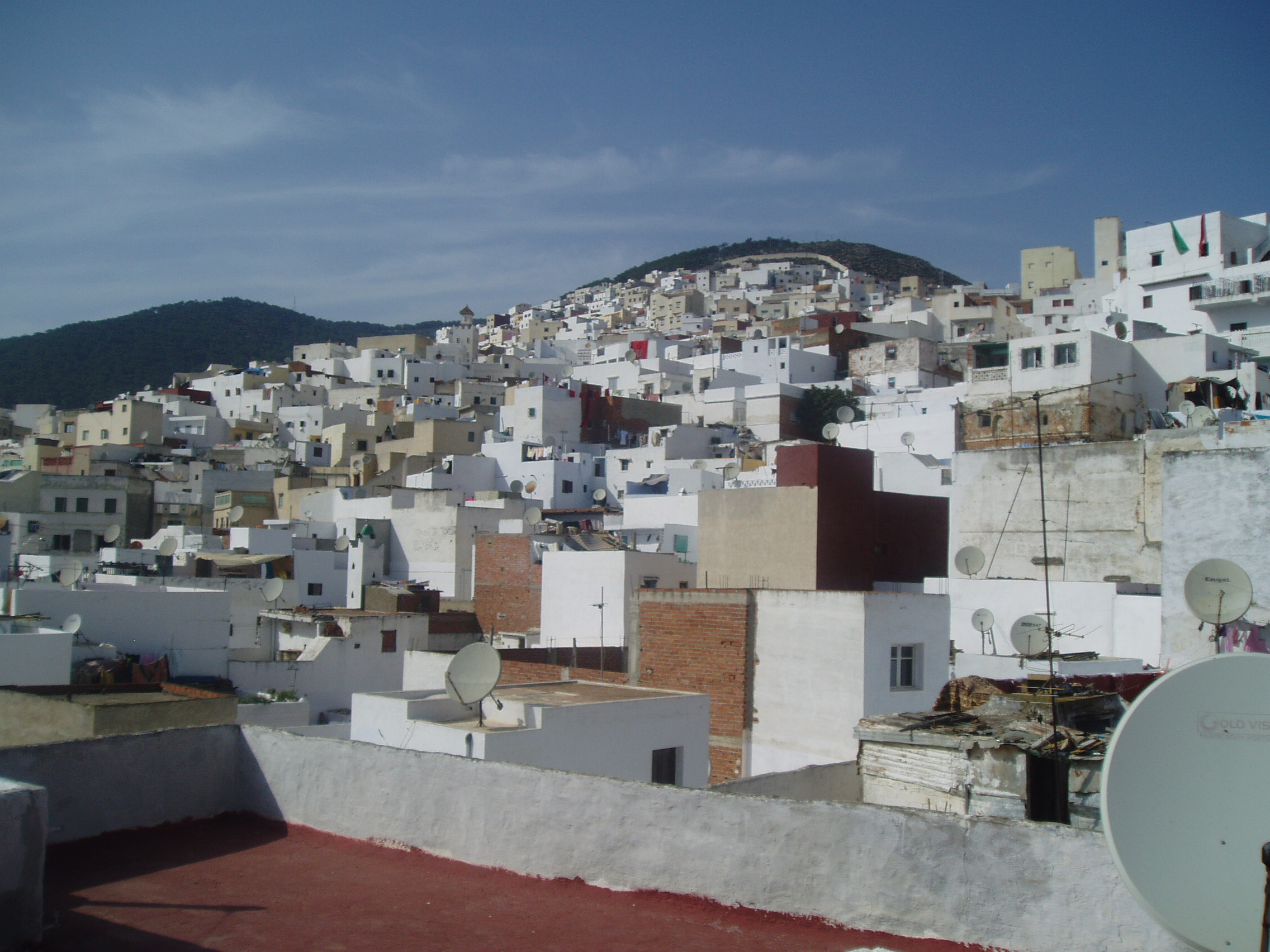